# Западни степски сточари
Западни степски сточари (ЗСС) је назив коришћен у археогенетици за посебну предачку компоненту која је први пут откривена код особе која потиче из доба енеолита, чији су остаци пронађени у Понтско-каспијској степи, а која је касније откривена у древним популацијама које су припадале хвалинској, средњостошкој и култури јамног гроба. У данашњим европским и јужноазијским популацијама ова предачка компонента има значајан удео. Често су у употреби изрази јамно (јамнаја) порекло, порекло повезанао са јамним, степско порекло и порекло повезанао са степским.
Сматра се да западни степски сточари потичу од источних ловаца-сакупљача (ИЛС) који су се мешали са кавкаским ловцима-сакупљачима (КЛС), а ЗСС компонента представља мешавину ИЛС и КЛС предачких генетских компоненти у приближно једнаким размерама (ИЛС око 60% и КЛС око 40%), са већим доприносом Y-ДНК хаплогрупа наслеђених од ИЛС мушкараца. Y-ДНК хаплогрупе које се јављају код западних степских сточара нису униформне, носиоци културе јамног гроба су углавном припадали хаплогрупи R1b-Z2103, док је мањи део припадао хаплогрупи I2a2, а носиоци старије Хвалинске културе су такође углавном припадали R1b хаплогрупи, али и R1a, Q1a, J и I2a2, док су носиоци касније културе импресо керамике (са високим уделом ЗСС генетске компоненте) углавном припадали хаплогрупи R1b у најранијим узорцима, а у каснијим хаплогрупи R1a-M417.
Око 3000 године пре нове ере, носиоци културе јамног гроба или блиско сродне скупине, која је имала висок удео ЗСС порекла и око 10-18% удела порекла од раних европских земљорадника (РЕЗ), започела је масовну сеобу којом се проширила по Евроазији. Већина савремених лингвиста, археолога и генетичара сматра да је ова сеоба повезана са ширењем барем неких индоевропских језика. Порекло од ЗСС из овог периода се често назива степско порекло из раног и средњег бронзаног доба (СПРСБД).
Ова сеоба је повезана са пореклом носилаца културе линеарне керамике, који су имали око 75% ЗСС порекла и пореклом носилаца културе звонастих пехара („источна грана“), који су имали око 50% ЗСС порекла. Међутим, веза између ових скупина није у потпуности разјашњена. Експанзија ЗСС је резултирала скоро потпуним нестанком Y-ДНК Раних Европских Земљорадника (РЕЗ) из европског генетског резервоара, и значајном променом културног и генетског пејзажа Европе. Током бронзаног доба, носиоци културе линеарне керамике, који су имали примесу порекла од староседелаца средње Европе, започели су повратну сеобу у степу, где су створили синташтинску културу, а порекло од ЗСС из овог периода назива се степско порекло из средњег и касног бронзаног доба (СПСКБД) или синташтинско порекло. Носиоци андроновске културе и срубне културе, пренели су СПСКБД у средњу и јужну Азију заједно са индоиранским језицима, оставивши дуготрајно културно и генетско наслеђе.
Данашње становништво Европе је у највећој мери резултат мешања западних ловаца-сакупљача, источних ловаца-сакупљача и западних степских сточара. У Европи удео западних степских сточара је највећи међу Норвежанима, око 50%, док у јужној Азији достиже врхунац код народа Калаш, такође око 50% према једном извору, док се према другом извору креће око 30%.

## Резиме студија објављених у журналима Нејч'р и Сел 2015.
- 3000 пре нове ере: Прва сеоба на исток након које је створена афанасјевска култура, могуће и пратохарска култура.
- 2900 пре нове ере: Сеоба у правцу северозапада твораца културе линеарне керамике, која се преобразила у културу звонастих пехара; према Ентонију, сеоба у правцу запада западно од Карпата у Мађарску носилаца културе јамног гроба, која се преобразила у културу звонастих пехара, могуће предака Итало-Келта (оспорено).
- 2700 пре нове ере: Друга сеоба на исток, из области која се налазила источно од Карпата носилаца културе линеарне керамике, која се преобразила у фатјановску културу; (2800 пре нове ере) -> абашевску културу; (2200 пре нове ере) -> синташтинску културу; (2100-1900 пре нове ере) -> андроновску културу; (1900-1700 пре нове ере) -> индоаријевску културу.

Резиме неколико генетских студија објављених у журналима Нејч'р и Сел 2015.:
- Удео гена наслеђених од Западних Степских Сточара је „нижи у јужној Европи, а виши у северној Европи”, чији становници у просеку имају око 50% западностепско-сточарског порекла;[1][17]
- Западностепско-сточарско порекло је повезано са сеобом носилаца културе јамног гроба око 3000. п. н. е.;[18][1]
- У Европи 3. миленијума пре нове ере (и праисторијској Европи уопште) су се дешавале велике и брзе промене, које су укључивале велике сеобе и замена становништва;[18]
- Сеоба носилаца културе јамног гроба је повезана са ширењем индоевропских језика;[18][1]
- Од куге, болести коју узрокује бактерија Yersinia pestis и која потиче из евроазијске степе, људи су умирали у Европи и у 3. миленијуму п.н.е;[19]
- Научници су закључили да је међу носиоцима културе јамног гроба постојала највећа икад забележена генетска селекција повезана са стасом.[20]

## Студије

### Велика сеоба са степе је довела до појаве индоевропских језика у Европи
Хак и сарадници су открили да су носиоци културе јамног гроба мешаног порекла и да потичу од Источних Ловаца-сакупљача и друге непознате популације. Утврђено је да Y-ДНК свих седам испитаних мушкараца припада субклади R-M269 хаплогрупе R1b. R1b је раније откривен међу ИЛС који су живели северније.
У студији је откривено да су тестирани појединци који су припадали култури линеарне керамике били приближно 75% ЗСС порекла, и да потичу од носилаца јамне културе или генетски сличне популације која се мешала са Европљанима средњег неолита. Ово је сугерисало да су носиоци јамне културе или блиско сродно становништво кренули у масовну сеобу око 3.000 година пре нове ере, што је вероватно играло улогу у ширењу бар неких индоевропских језика у Европи. У том тренутку, Y-ДНК хаплогрупе уобичајене међу Раним Европским Земљорадницима (РЕЗ), као што је G2a, нестају скоро у потпуности у Средњој Европи, а замењују их ЗСС/ИЛС очинске хаплогрупе које су раније биле ретке (R1b) или непознате (R1a) у овој области. Удео хаплогрупа mtДНК Раних Европских Земљорадника се такође значајно смањује, а повећава се удео хаплогрупа ЗСС, што сугерише да су у ширењу носилаца културе јамног гроба учествовали и мушкарци и жене. Након завршетка ширења носилаца културе јамног гроба дошло је до поновног повећања удела РЕЗ и ЗЛС порекла у Средњој Европи, јер је то откривено у узорцима који потичу од носилаца културе звонастих пехара и њихових наследника носилаца уњетичке културе. Носиоци културе звонастих пехара су имали око 50% ЗСС порекла.
Све данашње европске популације могу се моделирати као мешавина ЗЛС, РЕЗ и ЗСС. ЗСС порекло је чешће у северној Европи него у јужној Европи. Од данашњих популација испитаних у студији, установљено је да Норвежани имају највећи удео ЗСС порекла, који међу њима прелази 50%.

### Популациона геномика Евроазије бронзаног доба
Алентофт и сарадници су 2015. испитали Y-ДНК пет мушкараца који су припадали култури јамног гроба. Четири мушкарца су били носиоци хаплогрупе R1b1a2, док је један припадао I2a2a1b1b. Студијом је откривено да су неолитски земљорадници у Средњој Европи били „у великој мери замењени” носиоцима културе јамног гроба око 3000 године пре нове ере. Што је довело не само до промене генетског пејзажа, већ и културног пејзажа Европе у многим аспектима.
Откривено је да се носиоци Афанасјевске културе јужног Сибира „генетски не разликују” од њихових савременика носилаца културе јамног гроба. Утврђено је и да су носиоци културе линеарне керамике, културе звонастих пехара, уњетичке културе и културе нордијског бронзаног доба генетски веома слични једни другима, али у различитој мери и носиоцима културе јамног гроба, којима су најсроднији били носиоци културе линеарне керамике. Аутори студије сугеришу да је синташтинска култура Средње Азије настала као резултат сеобе из Средње Европе на исток носилаца културе линеарне керамике, који су имали мешано порекло (ЗСС и РЕЗ).

### Геном из горњег палеолита открива дубоке корене данашњих Евроазијата
Џонс и сарадници су открили 2015. да ЗСС потичу од становништва које је настало мешањем ИЛС и раније непознате скупине коју су аутори назвали Кавкаски Ловци-сакупљачи (КЛС). Утврђено је да су се КЛС одвојили од ЗЛС око 43000 п. н. е, и да су се одвојили од РЕЗ око 23000 пре нове ере Процењено је да су носиоци културе јамног гроба приближно „половином пореклом од КЛС и сродника”.

### Геномски обрасци селекције присутни код 230 древних Евроазијата
Метисон и сарадници су открили постојање геномских образаца селекције код 230 древних Евроазијата, ови налази су објављени у часопису Нејч'р у новембру 2015. године, откривено је да су носиоци полтавкинске културе, потаповске културе и срубне културе били блиско сродни и углавном пореклом од ЗСС, мада су носиоци срубне културе имали већи удео РЕЗ порекла (око 17%) од осталих. Као и у случају носилаца културе јамног гроба, мушкарци који су припадали полтавкинској култури су углавном били носиоци Y-ДНК хаплогрупе R1b, док су мушкарци који су припадали срубној култури били носиоц хаплогрупе R1a.
Студијом је откривено да се већина данашњих Европљана може моделирати као мешавина ЗЛС, РЕЗ и ЗСС.

### Геномски увид у порекло пољопривреде на древном Блиском истоку
У генетској студији објављеној у часопису Нејч'р у јулу 2016. откривено је да су ЗСС мешавина ИЛС и „популације сродне становништву Ирана из бакарног доба”. Установљено је да су ИЛС 75% пореклом од Древних Северних Евроазијата (ДСЕ). Откривено је значајно присуство ЗСС порекла међу популацијама Јужне Азије, а највећи удео ЗСС порекла од 50% има народ Калаш, што је ниво сличан данашњој популацији северне Европе.

### Генетско порекло Минојаца и Микенаца
Студијом коју су спровели Лазаридис и сарадници 2017, у којој је испитано генетско порекло Микенаца и Минојаца, утврђено је да су Микенци генетски слични Минојцима, и да Микенци имају око 15% ЗСС порекла, које није било присутно код Минојаца. Утврђено је да се Микенци могу моделирати као мешавина ЗСС и Минојаца. Према овој студији постоје два кључна питања на која је потребно наћи одговоре у будућим студијама. Прво, када су заједнички „источни” преци Минојаца и Микенаца стигли на обале Егејског мора? Друго, да ли је „северно” порекло код Микенаца последица спорадичног усељавања у Грчку, или је резултат брзе сеобе као у средњој Европи? Таква сеоба би подржала идеју да су говорници пра-грчког чинили јужно крило степских досељеника, говорника индоевропских језика. Ипак, одсуство „северног” порекла у узорцима из бронзаног доба из Писидије, где је доказано присуство индоевропских језика у античко доба, доводи у сумњу ову генетско-лингвистичку повезаност, због чега је потребно даље узорковање говорника древних анадолских језика.

### Феномен културе звонастих пехара и геномска трансформација северозападне Европе
Олалде и сарадници су 2018. објавили студију у којој је обрађена тема уласка ЗСС на Британска острва. Утврђено је да су ЗСС гене на Британска острва донели носиоци културе звонастих пехара у другој половини 3. миленијума пре нове ере. Досељавање носилаца културе звонастих пехара је довела до „замене ~90% британског генетског резервоара у року од неколико стотина година”. У генетском резервоару Британских острва раније су доминирали РЕЗ са благим примесама ЗЛС.
Данас у деловима британских острва Y-ДНК скоро у потпуности припада, ЗСС лози, хаплогрупи R1b-M269, за коју се сматра да су је на острва донели носиоци културе звонастих пехара.

### Геномска историја Југоисточне Европе
У генетској студији објављеној у часопису Нејч'р у фебруару 2018. наведено је да се данашње становништво Европе може моделирати као мешавина ИЛС, ЗЛС, ЗСС И РЕЗ.
Овом студијом су испитани остаци особа које су припадале култури кугластих амфора, које су живеле у непосредном суседству носилаца културе јамног гроба. Носиоци културе кугластих амфора нису имали ЗСС порекло, на основу чега је закључено да су културне разлике и разлике у генетици становништва повезане.
Значајно је и откриће да су две особе сахрањене у данашњој Бугарској, око 4500 године п. н. е, имале ЗСС порекло. Ово откриће је показала да су се Западни Степски Сточари појавили ван степе 2.000 година пре него што се раније мислило.

### Први узгајивачи коња и утицај ширења становништва степе у Азију током раног бронзаног доба
Дамгор и сарадници су 2018. открили да су сеобе повезане са носиоцима културе јамног гроба имале мање директан и дуготрајан утицај у источној и јужној Азији него у Европи. Најважније је да је утврђено да носиоци ботајске културе касног неолита из Средње Азије нису имали ЗСС порекло, што упућује на закључак да су припадали становништву које потиче од огранка ДСЕ, које се значајно удаљило од ЗСС.

### Динамика становништва и успон млечног сточарства на истоку евроазијске степе у бронзаном добу
У генетској студији објављеној у „Зборнику Националне академије наука Сједињених Америчких Држава” у новембру 2018. испитано је присуство ЗСС порекла на монголској висоравни. Проучени су бројни остаци појединаца из касног бронзаног доба сахрањених око Бајкалског језера. Ови појединци су имали само 7% ЗСС порекло, што сугерише да је сточарство усвојено у источној степи кроз пренос културе, а не генетском заменом.
У студији је откривено да су ЗСС порекло пронађено међу становништвима из касног бронзаног доба у јужном Сибиру, а једно од њих је становништво карасучке културе, прели носиоци андроновске културе, а не носиоци старије афанасјевске културе, чије генетско наслеђе у региону тада практично није постојало.

### Подаци о геному древних људи у интервалу од 3.000 година на Кавказу се подудара са екогеографским областима
У генетској студији објављеној у часопису Нејч'р Комјуникејш'нс (Nature Communications) у фебруару 2019. упоређено је генетско порекло носилаца културе јамног гроба и мајкопске културе. Утврђено је да већи део РЕЗ порекла носилаца културе јамног гроба потиче од носилаца културе кугластих амфора и кукутенско-трипољске културе из Источне Европе. Укупно РЕЗ порекло присутно код носилаца културе јамног гроба процењено је на 10-18%. С обзиром да су носиоци мајкопске културе имали много већи удео РЕЗ порекла, није могуће да су они били главни извор КЛС порекла међу ЗСС. До мешања ИЛС предака ЗСС са КЛС морало је стога доћи раније.

### Геномска историја Иберијског полуострва током протеклих 8.000 година
Олалде и сарадници су у студији објављеној 2019. испитали појаву ЗСС порекла на Иберијском полуострву. Најстарији доказ присуства ЗСС порекла је особа која је на полуострву живела 2200 пре нове ере у непосредној близини староседелачког становништва. У наредних 200 година Y-ДНК староседелаца (хаплогрупе H, G2 и I2) је скоро у потпуности замењен једном ЗСС лозом R-M269. С друге стране mtДНК присутан у ово доба је још увек био већим делом староседелачког порекла, што указује на то да су ЗСС порекло у Иберију већим делом донели мушкарци.

### Геномско формирање Јужне и Средње Азије
Нарасимхан и сарадници су 2019. у часопису Сај'нс (Science) објавили чланак под називом „Геномско формирање Јужне и Средње Азије” (The Genomic Formation of South and Central Asia), у коме су навели своје откриће да индоевропске популације широм Евроазије имају велики удео западностепско-сточарског порекла. Што је послужило као још један доказ да су носиоци културе јамног гроба говорили индоевропским језиком.
Студијом је откривено да су носиоци култура линеарне керамике, срубне, синташтинске и андроновске били блиско сродни и скоро у потпуности западностепско-сточарског порекла, али са малом европско-средњо-неолитском примесом. Ови резултати су додатно поткрепили идеју да се синташтинска култура појавила након сеобе на исток, назад у степу, носилаца културе линеарне керамике, који су већим делом имали западностепско-сточарско порекло.
Међу најранијим Западним Степским Сточарима, хаплогрупа R1b је била најприсутнија Y-ДНК лоза, док је R1a (нарочито R1a1a1b2) била честа у Средњој Азији, међу носиоцима млађих култура, као што су андроновска и срубна.
Студијом је откривено и постојање посебне археогенетске лозе Западних Сибирских Ловаца-сакупљача (ЗСЛС), за коју је утврђено да је била 30% источноловачко-сакупљачког, 50% древно-северно-евроазијатског и  20% источноазијатског порекла. Такође је уочено, да су Западни Степски Сточари током ширења на исток стекли малу примесу (8%) Западних Сибирских Ловаца-сакупљача.
Утврђено је да је током бронзаног доба дошло до значајног раста удела западностепско-сточарског порекла у Средњој и Јужној Азији. Као и да је западностепско-сточарско порекло било скоро потпуно одсутно у ранијим узорцима у јужној Средњој Азији у 3. миленијуму пре нове ере.
Током ширења ЗСС из Средње Азије према Јужној Азији у бронзаном добу, примећен је раст удела јужно-азијско-земљорадничког порекла међу ЗСС. Међу становништвом Јужне Азије удео западностепско-сточарско порекла је највиши међу браманима и бумихарима. Према томе, ЗСС порекло се раширило по Индији у Ведско доба.

### Древни Рим: Генетска раскрсница Европе и Средоземља
Антонио и сарадници су новембра 2019. у часопису Сај'нс (Science) објавили свој рад „Древни Рим: Генетска раскрсница Европе и Средоземља” (Ancient Rome: A genetic crossroads of Europe and the Mediterranean), у коме су објављени резултати испитивања остатака, шест латинских мушкараца сахрањених у близини Рима између 900. п. н. е. и 200. п. н. е.. Они су били носиоци очинских хаплогрупа R-M269, T-L208, R-311, R-PF7589 и R-P312 (два узорка), и мајчинских хаплогрупа H1aj1a, T2c1f, H2a, U4a1a, H11a и H10. Жена из старије протовилановске културе била је носитељица мајчинске хаплогрупе U5a2b. Ове испитане особе разликовале су се од старијих популација Италије по присуству 30-40% степског порекла. Утврђено је да су генетске разлике између испитаних Латина и Етрураца безначајне.

### Долазак становништва са степским пореклом на острва у западном Средоземљу
Фернандес и сарадници су 2019. објавили свој рад „Прва појава порекла сродног степском и иранском на острвима западног Средоземља” (The Arrival of Steppe and Iranian Related Ancestry in the Islands of the Western Mediterranean), у коме је објављено откриће да скелет који је ископан на Балеарским острвима (датиран у ∼2400 пре нове ере) има значајан удео ЗСС порекла; међутим, касније балеарско становништво је имало мање степског порекла, што је одражавало географску хетерогеност или усељавање становништва са већим уделом РЕЗ порекла. На Сицилији, ЗСС порекло се први пут појавило око 2200. године пре нове ере и вероватно је бар делом потицало из Шпаније. Од 5 испитаних остатака сицилијанских мушкараца из раног бронзаног доба, њих 4 су имали Y-хаплогрупу R1b1a1a2a1a2 (R-P312), која је била распрострањена међу степским становништвом. Двоје од њих су били носиоци огранка R1b1a1a2a1a2a1 (Z195) који је данас углавном ограничена на Иберију и претпоставља се да је тамо настао 2500-2000 пре нове ере. На Сардинији нису пронађени убедљиви докази о постојању ЗСС порекла у бронзаном добу, али су аутори открили да се око ∼200-700 нове ере оно појавило и на овом острву.

## Анализа
Амерички археолог Дејвид В. Ентони је 2019. сумирао у то доба расположиве податке о генетици ЗСС. Ентони је приметио да ЗСС показују генетски континуитет између очинских лоза дњепарско-доњецке и културе јамног гроба, пошто је утврђено да су мушкарци обе културе углавном били носиоци R1b, а у мањој мери I2 хаплогрупе.
Док је mtДНК носилаца дњепарско-доњецке културе искључиво припадао хаплогрупи U, која се везује за ИЛС и ЗЛС, mtДНК носилаца културе јамног гроба укључује хаплогрупе честе међу КЛС и РЕЗ. Ентони је приметио да је ЗСС порекло раније пронађено међу носиоцима средњостошке и хвалинске културе, које су у понтско-каспијској степи претходиле култури јамног гроба. Носиоци средњостошке културе су углавном имали ЗСС порекло са благим примесама РЕЗ порекла, док су носиоци хвалинске културе који су живели даље на истоку били чистог ЗСС порекла. Ентони је такође приметио да је Y-ДНК носилаца културе јамног гроба, за разлику од њихових претходника носилаца хвалинске културе, искључиво припадао лозама ИЛС и ЗЛС. Ово имплицира да су водећи родови носилаца културе јамног гроба били пореклом од ИЛС и ЗЛС. Пошто је утврђено да незнатно РЕЗ порекло ЗСС потиче из Средње Европе, и пошто међу носиоцима културе јамног гроба није откривена Y-ДНК која припада лозама КЛС, Ентони је закључио да је немогуће да је мајкопска култура значајно допринела култури и пореклу ЗСС. Ентони сугерише да је до мешања ИЛС и КЛС први пут дошло у источној понтско-каспијској степи око 5.000 година пре нове ере, док се мешање са РЕЗ десило у јужним деловима понтско-каспијске степе нешто касније.
Како је Y-ДНК носилаца културе јамног гроба искључиво припадао лозама ИЛС и ЗЛС, Ентони је закључио да је до мешања морало доћи између мушкараца ИЛС и ЗЛС, и жена КЛС и РЕЗ. Ентони ово наводи као додатни доказ да су индоевропски језици у почетку употребљавани међу ИЛС који су живели у Источној Европи. На основу тога, Ентони закључује да су индоевропски језици које су ЗСС донели са собом у почетку били резултат „доминантног језика којим су говорили ИЛС који је апсорбовао елементе налик кавкаским (којим су говорили КЛС) у фонологији, морфологији и лексици”.

## Фенотипови
Верује се да су ЗСС били светле пути, а становништво степа из раног бронзаног доба, међу којима и носиоци културе јамног гроба, имало углавном смеђе очи и тамну косу, док су носиоци културе линеарне керамике имали већи удео становништва плавих очију.
Алел rs12821256 гена KITLG који контролише развој меланоцита и синтезу меланина, који је повезан са плавом косом и први пут пронађен код појединца са Афонтове Горе из Западног Сибира датираног око 15.000 година пре нове ере, откривен је у три Источна Ловца-сакупљача из Самаре, Мотале и Украјине, и неколико појединаца из каснијег доба који су имали ЗСС порекло. Генетичар Дејвид Рајх је закључио да је велика сеоба Западних Степских Сточара вероватно донела ову мутацију у Европу, што објашњава зашто постоје стотине милиона копија овог SNP у савременим европским популацијама. У студији објављеној 2020. сугерисано је да је једна од последица ширења Западних Степских Сточара у Европу светлија боје коже и косе данашњих Европљана у односу на РЕЗ и ЗЛС, утицај ЗСС на фенотип је најизраженији код северних Европљана.
Студијом из 2015. је откривено да су носиоци културе јамног гроба имали највећу икада израчунату генетску селекцију за висину од било које тестиране древне популације.
Отприлике четвртина древних узорака ДНК са локалитета културе јамног гроба имала је алел који је повезан са постојаношћу лактазе, што омогућава толеранцију на лактозу у одраслом добу. Сматра се да су популације које потичу из степа, као што су носиоци културе јамног гроба, донеле ову особину у Европу из евроазијске степе, и претпоставља се да им је то можда дало биолошку предност у односу на европске популације којима је то недостајало.
Евроазијске степске популације показују већу учесталост алела толеранције на лактозу од Раних Европских Земљорадника и Западних Ловаца-скупљача којима је недостајала примеса степског порекла. 

## За даље читање
- Barras, Colin (27. 3. 2019). „Story of most murderous people of all time revealed in ancient DNA”. New Scientist. Приступљено 16. 1. 2020.
- Kuzmina, Elena E. (2007).  Mallory, J. P., ур. The Origin of the Indo-Iranians. BRILL. ISBN 978-9004160545.
- Lazaridis, Iosif (децембар 2018). „The evolutionary history of human populations in Europe”. Current Opinion in Genetics & Development. Elsevier. 53: 21—27. PMID 29960127. S2CID 19158377. arXiv:1805.01579 . doi:10.1016/j.gde.2018.06.007. Приступљено 15. 7. 2020.
- Villalba-Mouco, Vanessa (19. 11. 2021). „Genomic transformation and social organization during the Copper Age–Bronze Age transition in southern Iberia”. Science Advances. 7 (47): eabi7038. doi:10.1126/sciadv.abi7038.